# Posiołok sowchoza «Piatiletka»
Posiołok sowchoza «Piatiletka» (ros. Посёлок совхоза «Пятилетка») – osiedle w Rosji, w Tatarstanie, w rejonie mamadyskim. W 2010 liczyło 455 mieszkańców.